# Liste der Monuments historiques in Plonévez-du-Faou
Die Liste der Monuments historiques in Plonévez-du-Faou führt die Monuments historiques in der französischen Gemeinde Plonévez-du-Faou auf.

## Liste der Bauwerke
| Bezeichnung                    | Beschreibung | Standort | Kennzeichnung | Schutzstatus | Datum | Bild           |
| ------------------------------ | ------------ | -------- | ------------- | ------------ | ----- | -------------- |
| Kapelle St-Herbot und Calvaire |              | (Lage)   | PA00090202    | Classé       | 1902  | weitere Bilder |

## Liste der Objekte

### KapelleSt-Herbot
| Bezeichnung                                                                                         | Beschreibung                             | Standort | Kennzeichnung | Schutzstatus | Datum | Bild           |
| --------------------------------------------------------------------------------------------------- | ---------------------------------------- | -------- | ------------- | ------------ | ----- | -------------- |
| Grab des heiligen Herbot                                                                            | Stein, 16. Jahrhundert                   | (Lage)   | PM29000689    | Classé       | 1906  | weitere Bilder |
| Drei Bleiglasfenster: Passionsfenster, Martyrium des heiligen Laurentius und Urteil des Ivo Hélory  | 1556                                     | (Lage)   | PM29000687    | Classé       | 1906  | weitere Bilder |
| Zwei Skulpturen: Madonna mit Kind (bezeichnet als Notre-Dame de Bonne Nouvelle) und Heiliger Herbot | Holz, 16. Jahrhundert                    | (Lage)   | PM29000690    | Classé       | 1914  |                |
| Ölgefäß                                                                                             | Zinn, 1642                               | (Lage)   | PM29000691    | Classé       | 1960  |                |
| Kerzenständer                                                                                       | Schmiedeeisen, 16. Jahrhundert           | (Lage)   | PM29001883    | Classé       | 2000  |                |
| Pietà                                                                                               | Tuff, polychrom gefasst, 16. Jahrhundert | (Lage)   | PM29001884    | Classé       | 2000  |                |
| Chorgestühl und Chorschranke                                                                        | Holz, 16. Jahrhundert                    | (Lage)   | PM29000688    | Classé       | 1906  | weitere Bilder |
| Skulptur des heiligen Corentin                                                                      | Holz, polychrom gefasst, 16. Jahrhundert | (Lage)   | PM29001716    | Classé       | 1997  |                |

### KircheSt-Pierre
| Bezeichnung                                                | Beschreibung                                         | Standort | Kennzeichnung | Schutzstatus   | Datum     | Bild |
| ---------------------------------------------------------- | ---------------------------------------------------- | -------- | ------------- | -------------- | --------- | ---- |
| Weihrauchfass                                              | Silber, Mitte des 18. Jahrhunderts                   | (Lage)   | PM29001885    | Classé         | 2000      |      |
| Zwei Kerzenständer                                         | Bronze, 1634                                         | (Lage)   | PM29001886    | Classé         | 2000      |      |
| Prozessionskreuz                                           | Silber, vergoldet, 1604                              | (Lage)   | PM29000683    | Classé         | 1898      |      |
| Altar und Retabel                                          | Holz, polychrom gefasst, 17. Jahrhundert             | (Lage)   | PM29000692    | Classé         | 1983      |      |
| Zwei Engelsskulpturen                                      | Holz, vergoldet, 17. Jahrhundert                     | (Lage)   | PM29003506    | Inscrit        | 1982      |      |
| Hauptaltar mit Retabel und zwölf Apostelfiguren            | Holz, polychrom gefasst, 19. Jahrhundert             | (Lage)   | PM29003507    | Inscrit        | 1982      |      |
| Haut-relief Verkündigung (gestohlen im April 1969)         | Alabaster, 15. Jahrhundert                           | (Lage)   | PM29000684    | Classé         | 1963      |      |
| Baldachin über dem Taufbecken                              | Holz, polychrom gefasst, Anfang des 19. Jahrhunderts | (Lage)   | PM29000686    | Classé         | 1971      |      |
| Skulpturengruppe Der heilige Yves, der Reiche und der Arme | Holz, polychrom gefasst, 17. Jahrhundert             | (Lage)   | PM29000685    | Classé         | 1973      |      |
| Schale                                                     | Silber, 1768                                         | (Lage)   | PM29001642    | Inscrit Classé | 1994 1995 |      |
| Ziborium                                                   | Silber, 1687                                         | (Lage)   | PM29001717    | Classé         | 1997      |      |
| Monstranz                                                  | Silber, 1837/1848                                    | (Lage)   | PM29004739    | Inscrit        | 1991      |      |
| Gefäß mit heiligen Ölen                                    | Silber, 1819/1838                                    | (Lage)   | PM29004740    | Inscrit        | 1991      |      |
| Kelch                                                      | Silber, 1650                                         | (Lage)   | PM29001474    | Classé         | 1993      |      |

### Kapelle Notre-Dame-du-Quilliou
| Bezeichnung                  | Beschreibung                             | Standort | Kennzeichnung | Schutzstatus | Datum | Bild |
| ---------------------------- | ---------------------------------------- | -------- | ------------- | ------------ | ----- | ---- |
| Skulptur Madonna mit Kind    | Holz, polychrom gefasst, 17. Jahrhundert |          | PM29000693    | Classé       | 1983  |      |
| Skulptur des Apostels Petrus | Holz, polychrom gefasst, 17. Jahrhundert |          | PM29000694    | Classé       | 1983  |      |
| Skulptur Madonna mit Kind    | Holz, polychrom gefasst, 15. Jahrhundert |          | PM29003505    | Inscrit      | 1982  |      |
| Tabernakel                   | Granit und Holz, 16. Jahrhundert         |          | PM29000695    | Classé       | 1983  |      |
| Skulptur des heiligen Diboan | Holz, polychrom gefasst, 17. Jahrhundert |          | PM29003417    | Inscrit      | 1981  |      |

### Communauté des soeurs
| Bezeichnung | Beschreibung                       | Standort | Kennzeichnung | Schutzstatus | Datum | Bild |
| ----------- | ---------------------------------- | -------- | ------------- | ------------ | ----- | ---- |
| Kelch       | Silber, 17. Jahrhundert            |          | PM29001880    | Classé       | 2000  |      |
| Patene      | Silber, Mitte des 18. Jahrhunderts |          | PM29001879    | Classé       | 2000  |      |